# برايان غريني
برايان غريني (بالإنجليزية: Brian Greene)‏ هو لاعب كرة قدم أمريكية أمريكي، ولد في 15 فبراير 1972.

## وصلات خارجية
- برايان غريني على موقع JustSportsStats.com (الإنجليزية)